# ザクセン・バイ・アンスバッハ
ザクセン・バイ・アンスバッハ (ドイツ語: Sachsen bei Ansbach、公式表記は Sachsen b.Ansbach)は、ドイツ連邦共和国バイエルン州ミッテルフランケンのアンスバッハ郡に属す町村（以下、本項では便宜上「町」と記述する）。

## 地理

### 自治体の構成
この町は、公式には13の地区 (Ort) からなる。
- アルベルンドルフ
- ヒルシュブロン
- ミルマースドルフ
- ノイキルヒェン
- ラッツェンヴィンデン
- ルッツェンドルフ
- ザクセン・バイ・アンスバッハ
- シュタインバッハ
- フォルカースドルフ

## 隣接する自治体
- リヒテナウ
- アンスバッハ
- ペータースアウラハ
- ヴォルフラムス＝エッシェンバッハ

## 歴史
名前は、カール大帝の時代に、ヴュルツブルク司教ベルンヴルフによってザクセンからの入植者がこの地を拓いたことに由来する。初めて文献上で言及されるのは、1277年の事である。ザクセンは、ヘイデック家のリヒテナウ領の一部であったが、1406年にこの領土は帝国自由都市ニュルンベルクに売却された。しかし1409年には、アンスバッハとの不断の対立から、リヒテナウの領主権は、したがってザクセンのそれも一緒に、貴族のルンメル家に売却された。貴族家はこれをさらにニュルンベルクの富豪アルモーゼンに売却、1472年まで、この家がこの地の所有者となった。1666年にアンスバッハから提案のあった領土交換を拒絶し、ニュルンベルクが統治者となった。1806年この村はバイエルン領となった。1972年のバイエルン州の市町村再編でそれまで独立した自治体であったフォルカースドルフ（ルッツェンドルフとルッツェンミューレを含む）、アルベルンドルフ（シュタインバッハ、ビューヒェンミューレ、ヒルシュブロンおよびノイキルヒェンを含む）およびラッツェンヴィンデンの大部分（オーベラーヴァルクミューレ、ウンテラーヴァルクミューレおよびシュタインホーフを含む）がザクセン・バイ・アンスバッハと合併した。

## 行政

### 議会
ザクセン・バイ・アンスバッハの議会は首長を含めて17議席である。

### 紋章
図柄: 向かって左は、金地に、赤い爪や嘴を持つ黒い鷲。向かって右は銀地に、斜め十字に交差する2本の赤い短剣 (Saxe)。
解説: ザクセン・バイ・アンスバッハは、リヒテナウ領に属し、1406年には帝国都市ニュルンベルクの所領となった。15世紀半ばからはニュルンベルクの富豪アルモーゼンが地主となった。こうしたニュルンベルクとの強い結びつきが、向かって左半分のニュルンベルクの紋章の引用に表現されている。2本の交差した短剣Saxeは、村の名前を表しており、8から9世紀の変わり目頃に強制的に入植させられた村の創設者のことを思い起こさせる。

## 経済と社会資本

### 交通
この自治体はアウトバーンA6号線のリヒテナウ・インターチェンジの間近に位置する。自治体の外れを連邦道B14号線が走っている。さらに鉄道アンスバッハ - ニュルンベルク線が通り、近郊鉄道R7の停車駅がある。

## 引用
1. ↑  https://www.statistikdaten.bayern.de/genesis/online?operation=result&code=12411-003r&leerzeilen=false&language=de Genesis-Online-Datenbank des Bayerischen Landesamtes für Statistik Tabelle 12411-003r Fortschreibung des Bevölkerungsstandes: Gemeinden, Stichtag (Einwohnerzahlen auf Grundlage des Zensus 2011)
2. ↑  Bayerische Landesbibliothek Online